# Afweermechanisme
Een afweermechanisme is een techniek of trucje die de geest onwillekeurig gebruikt om bepaalde driftmatige strevingen en verlangens en waarheden (realiteiten) die te veel angst of verdriet oproepen uit het bewustzijn weg te houden.

## Herkomst van het begrip
Freud stelde dat de mens gedreven wordt door energieën, driften, die aanzetten tot gedrag. Deze driften hebben een onbewuste oorsprong, het Es, in het Engels Id. Soms botsen deze driften met cultureel bepaalde en door het superego afgedwongen normen en idealen. De spanning die dit oplevert wordt uit het bewuste gehouden door de verdedigingsmechanismen van het Ich.

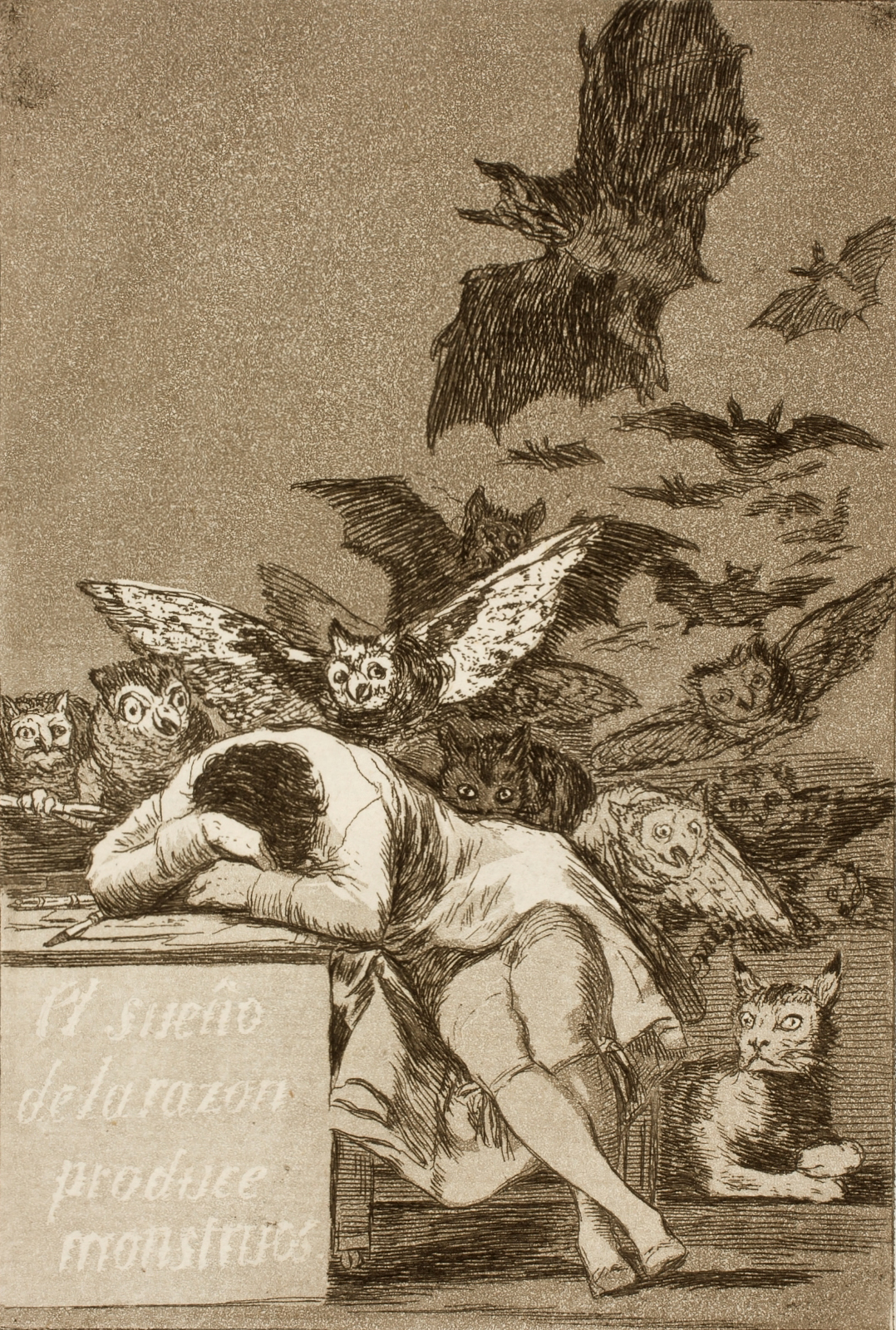
De slaap der rede produceert monsters
Los Caprichos door Goya

In het Nederlands wordt het oorspronkelijk Duitse Abwehrmechanismen vertaald met afweermechanismen en niet met verdedigingsmechanismen, zoals in het Engelse defense mechanisms.
De dochter van Freud, Anna Freud, werkte het begrip uit voor de kinderleeftijd, in haar bekend geworden boekje Das Ich und die Abwehrmechanismen uit 1936.
Als dezelfde mechanismen bewust worden toegepast, zijn het coping-mechanismen. Maar dikwijls zijn de grenzen tussen onbewust, half bewust en geheel bewust niet scherp.

## Tien afweermechanismen
Tien van de bekendste afweermechanismen zijn:
- Ontkenning van de realiteit, ook wel loochening. Het (on)bewust zichzelf of een ander voor de gek houden zoals iemand die de kerstdagen dikwijls alleen is en dat heel naar vindt, maar zichzelf wijsmaakt het juist helemaal niet erg te vinden.
- Verdringing, de herinnering aan een ervaring wordt onbeschikbaar. Dezelfde persoon stelt dan het nooit erg gevonden te hebben om met Kerstmis alleen te zijn, waarbij dit ook echt geloofd wordt. Pijnlijke dingen uit het verleden vergeten is een veel voorkomende vorm van verdringing.
- Dissociatie, het ontkoppelen van de feitelijke ervaring en de bewuste herinnering daaraan. De Nederlandse hoogleraar kinderpsychiatrie Frits Boer geeft als voorbeeld een vrouw die in haar jeugd veelvuldig seksueel was misbruikt en daarover later zei ik probeerde te denken dat niet ik het was bij wie dit werd gedaan.[1] In dit geval dus een min of meer bewuste poging tot dissociatie of ontkoppeling van wat er feitelijk door het lichaam wordt ervaren en wat daarvan als beleving in het bewustzijn wordt toegelaten. Maar zo'n proces kan ook geheel onbewust verlopen.
- Regressie, gedrag vertonen dat in een eerder ontwikkelingsstadium angst en onzekerheid kon doen verminderen. Een pubermeisje dat het op de nieuwe school erg moeilijk heeft en thuis tussen haar poppen en beren op bed gaat liggen duimen. Een ervaren bergbeklimmer vertelde dat als hij tegen een steile wand hangend angst voelde opkomen, hij merkte dat hij ging duimen, wat hielp om die angst de baas te worden.[2]
- Projectie, het trachten eigenschappen of emoties van zichzelf te ontkennen, verbergen of verdringen door deze toe te schrijven aan iets of iemand anders. Dit kan optreden als iemand een hekel krijgt aan de partner, maar dat gevoel niet tot het bewustzijn toelaat en in plaats daarvan stelt dat het de partner is die een afkeer heeft ontwikkeld.
- Rationalisering, ervaringen die in hun ware gedaante te pijnlijk zijn om te erkennen (tot het bewustzijn toe te laten) via redeneringen verdraaien tot ervaringen die juist niet onaangenaam waren.
- Verplaatsing, een ander doel dan het werkelijke doel in de plaats stellen, zoals na door de baas op het werk beledigd te zijn thuis de hond een schop geven in plaats van die baas, zonder dat die hond daar op dat moment enig aanleiding toe geeft.
- Reactievorming, van een ambivalent stel van gevoelens wordt het sociaal of moreel onacceptabele gedeelte verdrongen, terwijl het acceptabele gedeelte juist sterk wordt aangedikt. Haatgevoelens jegens een partner kunnen zo verdrongen worden en blijven dankzij een overcompensatie in uitingen van zorgzaamheid jegens diezelfde partner.
- Sublimeren, het omzetten van oerdriften in sociaal of maatschappelijk geaccepteerde vormen. In het freudiaanse denken is het primitieve driftleven de motor van alle menselijke energie. Waar het uiten van die driften in onverhulde vorm door de beschaafde samenleving afgekeurd wordt, kunnen die onacceptabele driften, zoals angst, seksualiteit en agressie, sublimeren in zeer acceptabele uitingsvormen, zoals het bespelen van muziekinstrumenten.
- Identificatie, zoals bij gijzeling of gevangenschap met de dader. De angst voor en haat richting de dader zijn te bedreigend om te worden toegelaten tot het bewustzijn. Door zich met de vijand te vereenzelvigen, onderdrukt het Ik die negatieve gevoelens (Stockholmsyndroom).

## Menselijke groei en afweermechanismen
De Amerikaanse psychiater George E. Vaillant stelt dat mensen een doorgaande ontwikkeling doormaken, ook als volwassene, en dat met deze ontwikkeling ook de gehanteerde afweermechanismen veranderen. Hij onderscheidt vier afweerstijlen, met in totaal 18 soorten afweer, van psychotische afweer via onvolwassen en neurotische afweer naar volwassen afweer. Deze stijlen en mechanismen zijn:
1. Psychotisch
1. Waanprojectie
2. Ontkenning
3. Verstoring

2. Onvolwassen
1. Projectie
2. Fantasie
3. Hypochondrie
4. Passieve agressie
5. Afreageren
6. Dissociatie

3. Neurotisch
1. Verplaatsing
2. Isoleren & Intellectualiseren
3. Verdrukking
4. Reactieformatie

4. Volwassen
1. Altruisme
2. Sublimatie
3. Onderdrukking
4. Anticiperen
5. Humor

Het is dus niet zo dat mensen vrij zijn of zullen worden van afweer; wel verandert de stijl van afweer met het volwassenworden.
Volwassen worden heeft met name te maken met het assimileren van degenen die we liefhebben:
On the one hand, by taking people in and by grieving for those we have loved and lost, we are able to shift from immature to mature defenses. On the other hand, by deploying mature defenses we are able to remember lost loves with affection and gratitude rather than with bitterness, and to attract new people to our side.:345
 Niet het ophalen van verdrongen herinneringen, maar het rouwen om verlies en het tegelijkertijd liefhebben van naasten, ondanks ervaren tekortkomingen, is in deze visie de weg naar emotionele volwassenheid.